# Amber Beattie
 (janvier 2018).
Ambre Louisa Oatley Beattie (née le 22 juillet 1993) est une actrice et chanteuse anglaise, connue principalement pour ses rôles de Lulu Baker dans Jinx (2009) et Gretel dans Le Garçon au Pyjama Rayé (2008).

## La carrière d'acteur
Elle perce en 2008 dans Le Garçon au pyjama rayé, un film sur la Shoah, où elle jouait la sœur aînée du personnage principal, Gretel. Elle avait déjà fait une apparition dans le téléfilm Empathy auparavant.
En 2009, elle a doublé Claire pour la version anglaise de Monsieur Bébé et a joué Lulu Baker dans Jinx. Elle a également fait des apparitions dans The Bill (2008), Doctors (2009), Casualty (2010), The Sarah Jane Adventures (2010) et The Sparticle Mystery (2011).

## Vie personnelle
Beattie a étudié à la William Tyndale Primary School, puis à Stoke Newington School à Hackney. Elle est ensuite allée à La SWAP pour ses années de première et terminale (années Sixth form au Royaume-Uni) à Londres, et a étudié la zoologie à l'université de Leeds. Elle a passé un an à l'université Carleton au Canada, dans le cadre d'un programme d'échange. 
Elle a une sœur aînée, Marguerite, et un frère plus jeune, Ewan, à qui elle assure devoir son succès. [réf. nécessaire].

## Filmographie

### Film
| Année | Titre                       | Rôle      | Notes              |
| ----- | --------------------------- | --------- | ------------------ |
| 2005  | Walking to Nairobi          | Katie     | Court-métrage      |
| 2008  | Le Garçon au pyjama rayé    | Gretel    | Film               |
| 2009  | Friendship Beyond the Fence | Elle-même | Documentaire court |

### Télévision
| Année | Titre                                           | Rôle           | Notes                    |
| ----- | ----------------------------------------------- | -------------- | ------------------------ |
| 2003  | MiniCrunch Weetabix commercial[réf. nécessaire] | Rôle principal | Publicité                |
| 2007  | Empathy                                         | Amy            | Téléfilm                 |
| 2008  | The Bill                                        | Emma Gris      | 1 épisode                |
| 2009  | Monsieur Bébé                                   | Claire         | Série télévisée Doublage |
| 2009  | Jinx                                            | Lulu Baker     | Série télévisée          |
| 2009  | Doctors                                         | Sarah Denton   | 1 épisode                |
| 2010  | Casualty                                        | Mowita Sarson  | 1 épisode                |
| 2010  | Mongrels                                        | Fille          | 1 épisode                |
| 2010  | The Sarah Jane Adventures                       | Lady Jane Grey | 2 épisodes               |
| 2011  | The Sparticle Mystery                           | Mystique Megan | 1 épisode                |